# Luigi di Valois (1397-1415)
Luigi di Valois (Parigi, 22 gennaio 1397 – Parigi, 18 dicembre 1415) è stato delfino di Francia dal 1401 al 1415.

## Biografia
Era il terzo figlio maschio del re Carlo VI di Francia e di Isabella di Baviera, figlia di Stefano III di Baviera e di Taddea Visconti.
Alla morte del fratello maggiore Carlo, avvenuta nel 1401, Luigi assunse il titolo di delfino di Francia, che gli rimase per tutta la vita.
A Parigi il 30 agosto 1412 sposò la diciannovenne Margherita di Borgogna, figlia del duca Giovanni di Borgogna e duchessa di Guyenna.
Il matrimonio, con cui Luigi assunse anche il titolo di duca di Guyenna, durò solo tre anni e si concluse con la sua morte.
Il titolo di delfino passò a suo fratello minore Giovanni, il quale pure morì senza riuscire a divenire re di Francia. Toccò infatti a loro fratello minore Carlo.
Margherita, che non riuscì a dare al marito alcun figlio, contrasse un secondo matrimonio con il duca Arturo III di Bretagna.

## Ascendenza
|                        |                       |                           | Genitori                  |  |  | Nonni |  |  | Bisnonni               |  |  | Trisnonni             |  |
|                        |                       |                           |                           |  |  |       |  |  | Giovanni II di Francia |  |  | Filippo VI di Francia |  |
|                        |                       |                           |                           |  |  |       |  |  | Giovanni II di Francia |  |  | Filippo VI di Francia |  |
|                        |                       | Giovanna di Borgogna      |                           |  |  |       |  |  | Giovanni II di Francia |  |  |                       |  |
| Carlo V di Francia     |                       |                           |                           |  |  |       |  |  | Giovanni II di Francia |  |  |                       |  |
|                        |                       | Bona di Lussemburgo       | Giovanni I di Lussemburgo |  |  |       |  |  |                        |  |  |                       |  |
|                        |                       | Bona di Lussemburgo       | Giovanni I di Lussemburgo |  |  |       |  |  |                        |  |  |                       |  |
|                        |                       | Bona di Lussemburgo       | Elisabetta di Boemia      |  |  |       |  |  |                        |  |  |                       |  |
| Carlo VI di Francia    |                       | Bona di Lussemburgo       |                           |  |  |       |  |  |                        |  |  |                       |  |
|                        |                       | Pietro I di Borbone       | Luigi I di Borbone        |  |  |       |  |  |                        |  |  |                       |  |
|                        |                       | Pietro I di Borbone       | Luigi I di Borbone        |  |  |       |  |  |                        |  |  |                       |  |
|                        |                       | Pietro I di Borbone       | Maria di Avesnes          |  |  |       |  |  |                        |  |  |                       |  |
| Giovanna di Borbone    |                       | Pietro I di Borbone       |                           |  |  |       |  |  |                        |  |  |                       |  |
|                        |                       | Isabella di Valois        | Carlo di Valois           |  |  |       |  |  |                        |  |  |                       |  |
|                        |                       | Isabella di Valois        | Carlo di Valois           |  |  |       |  |  |                        |  |  |                       |  |
|                        |                       | Isabella di Valois        | Mahaut di Châtillon       |  |  |       |  |  |                        |  |  |                       |  |
| Luigi di Valois        |                       | Isabella di Valois        |                           |  |  |       |  |  |                        |  |  |                       |  |
|                        | Stefano II di Baviera | Ludovico il Bavaro        |                           |  |  |       |  |  |                        |  |  |                       |  |
|                        | Stefano II di Baviera | Ludovico il Bavaro        |                           |  |  |       |  |  |                        |  |  |                       |  |
|                        | Stefano II di Baviera | Beatrice di Slesia-Glogau |                           |  |  |       |  |  |                        |  |  |                       |  |
| Stefano III di Baviera | Stefano II di Baviera |                           |                           |  |  |       |  |  |                        |  |  |                       |  |
|                        |                       | Isabella d'Aragona        | Federico III di Aragona   |  |  |       |  |  |                        |  |  |                       |  |
|                        |                       | Isabella d'Aragona        | Federico III di Aragona   |  |  |       |  |  |                        |  |  |                       |  |
|                        |                       | Isabella d'Aragona        | Eleonora d'Angiò          |  |  |       |  |  |                        |  |  |                       |  |
| Isabella di Baviera    |                       | Isabella d'Aragona        |                           |  |  |       |  |  |                        |  |  |                       |  |
|                        |                       | Bernabò Visconti          | Stefano Visconti          |  |  |       |  |  |                        |  |  |                       |  |
|                        |                       | Bernabò Visconti          | Stefano Visconti          |  |  |       |  |  |                        |  |  |                       |  |
|                        |                       | Bernabò Visconti          | Valentina Doria           |  |  |       |  |  |                        |  |  |                       |  |
| Taddea Visconti        |                       | Bernabò Visconti          |                           |  |  |       |  |  |                        |  |  |                       |  |
|                        |                       | Beatrice della Scala      | Mastino II della Scala    |  |  |       |  |  |                        |  |  |                       |  |
|                        |                       | Beatrice della Scala      | Mastino II della Scala    |  |  |       |  |  |                        |  |  |                       |  |
|                        |                       | Beatrice della Scala      | Taddea da Carrara         |  |  |       |  |  |                        |  |  |                       |  |
|                        |                       | Beatrice della Scala      |                           |  |  |       |  |  |                        |  |  |                       |  |